# Photographie en relief
La photographie en relief est un perfectionnement raffiné de la photographie, qui est généralement plane, c'est-à-dire se présentant comme la projection sur un plan (papier, écran...) d'une réalité qui, elle, est spatiale, ou si l'on préfère, tridimensionnelle.
La photographie en relief est presque aussi ancienne que la photographie « plate » car, dès les années 1840, les inventeurs de la stéréoscopie ont cherché à étendre le domaine tout nouveau de la photographie à la stéréoscopie. Des appareils de prise de vue à deux objectifs ont alors rapidement été développés à cet effet, et on regardait les photos ainsi réalisés avec un stéréoscope de Wheaststone (1838), de Brewster (1849), puis à partir de 1861 avec le stéréoscope de Holmes, ensuite appelé « mexicain ».
La photographie se donnant généralement pour mission de reproduire la réalité de ce que nous voyons avec la plus grande précision possible, il était naturel que les inventeurs songeassent à reproduire également le relief, qui fait partie de nos composantes visuelles les plus naturelles, avec autant de précision et de fidélité qu'ils l'ont fait pour les lignes et les formes (photographie en noir et blanc) et pour les couleurs (photographie en couleurs).
Divers procédés permettent la prise de vues et l'observation en relief :
- la stéréophotographie, ou photographie stéréoscopique, qui se compose d'un couple stéréoscopique, dont l'anaglyphe, image imprimée en deux couleurs complémentaires, est une des applications ;
- l'holographie ;
- le relief photographique à vision directe (sans stéréoscope) par les réseaux lignés ou quadrillés, inventée par Auguste Berthier (1896) et développée par E. Estanave (1904)
- l'image en relief sous réseau lenticulaire ou image gaufrée qu'a inventée Gabriel Lippmann ;
- la photostéréosynthèse des frères Lumière ;
- les images faites d'émulsion photographique sur support en relief.